# Smith Valley (Nevada)
Smith Valley es un lugar designado por el censo ubicado en el condado de Lyon en el estado estadounidense de Nevada. En el año 2000 tenía una población de 1.425 habitantes y una densidad poblacional de 4,6 personas por km².

## Geografía
Smith Valley se encuentra ubicado en las coordenadas 38°49′9″N 119°21′21″O / 38.81917, -119.35583.

## Demografía
Según la Oficina del Censo en 2000 los ingresos medios por hogar en la localidad eran de $46.803, y los ingresos medios por familia eran $46.625. Los hombres tenían unos ingresos medios de $31.574 frente a los $29.038 para las mujeres. La renta per cápita para la localidad era de $21.940. Alrededor del 12,3% de la población estaban por debajo del umbral de pobreza.